# 斯皮德 (北卡羅萊納州)
斯皮德（英語：Speed）是一個位於美國北卡羅萊納州厄齊康縣的城鎮。

## 人口
根據2020年美國人口普查的數據，斯皮德的面積為0.79平方千米，皆為陸地。當地共有人口63人，而人口密度為每平方千米80人。